# Holdas György
Holdas György (Szentendre, 1944. június 9. – 2024. november 10.) magyar szobrász- és éremművész.
A szentendrei Vajda Lajos Stúdió alapító tagja, autodidakta művész. A pályája elején nonfiguratív szobrokkal jelentkező alkotó az 1980-as évektől markánsan egyéni hangvételű plasztikáival van jelen a művészeti életben. Alapvetően kőből készült műveit időnként kiegészíti más anyagokkal, festéssel. A hatalom és ember viszonyát megjelenítő, groteszk hangvételű, márványból egyedileg faragott érmei nagy feltűnést keltettek szakmai körökben.

## Tanulmányai
A kőfaragó szakiskola mellett Szamosi Soós Vilmos szentendrei műtermében és az Onódi Béla vezette képzőművész körben képezte magát.

## Kiállításai

### Csoportos kiállítások (válogatás)
- 1972 Metró Klub, Budapest
- 1972 Szentendrei Művelődési Ház, Szentendre
- 1972 Szentendrei Szabadtéri Tárlat, Templom tér, Szentendre
- 1973-1981 Vajda Lajos Stúdió (VLS), kiállításai, Szentendre
- 1974 VLS, Csokonai Klub, Komárom
- 1975 VLS, Műegyetem Klub, Budapest
- 1976 Stúdió '76, Műcsarnok, Budapest
- 1978 Stúdió - Jubileumi kiállítás 1958-1978, Magyar Nemzeti Galéria, Budapest
- 1979, 1981, 1983, 1987 Szentendrei tárlat, Szentendrei Képtár, Szentendre
- 1981-1991, 1999, 2003 Országos Érembiennále, Lábasház, Sopron
- 1981, 1983, 1987, 2003 Országos Kisplasztikai Biennále, Pécs
- 1981 Szegedi Nyári Tárlat, Móra Ferenc Múzeum, Szeged
- 1982 Stúdió '82, Műcsarnok, Budapest
- 1982 Szentendre művészete, Balatoni Múzeum, Keszthely
- 1983 Magyar művészet, Güzel Sanatlar G., Isztambul
- 1983 Pest megyei művészek, Városi Múzeum, Meiningen
- 1983 Szimpóziumok, Műcsarnok, Budapest
- 1984 Ungarische Medaillenkunst, Magyar Kultúra Háza, Berlin, Albertinum, Drezda
- 1985 Szentendrei érmek és kisplasztikák, Művésztelepi Galéria, Szentendre
- 1985 101 tárgy, Óbudai Pincegaléria, Budapest
- 1986 40 alkotó év, Manyézs, Moszkva
- 1986 Zeitgenössische Kunst aus Ungarn, Städtische Galerie, Delmenhorst
- 1987, 1998, 2000, 2002, 2004 FIDEM, Nemzetközi Éremművészeti Kiállítás
- 1987-1988 Internationale Kunstmesse, Bázel
- 1993 Nemzetközi Éremquadriennále, Körmöcbánya (SK)
- 1994 Érmek és majdnem érmek, Szentendrei Képtár, Szentendre
- 1994 Kisszobor ’94, Vigadó Galéria, Budapest
- 1997 Határesetek. Az érem harmadik oldala, Budapest Galéria, Budapest
- 1997 A Vajda Lajos Stúdió 25 éves, Szentendre
- 2001 Szobrászaton innen és túl. Műcsarnok, Budapest
- 2003-2004 Esetek és határesetek – Határok és átjárások az éremművészetben, Párizs, Budapest, Körmöcbánya, Szófia, Rusze (BG), Pleven (BG)
- 2004 A tizedik. A Magyar Szobrász Társaság jubileumi kiállítása, Szombathelyi Képtár, Szombathely

### Egyéni kiállításai (válogatás)
- 1971 Dalmát Ház (Szánthó Imrével), Szentendre
- 1976 Szoborkert, Tata
- 1976 Vajda Lajos Stúdió Galéria (Aknay Jánossal), Szentendre
- 1977 Lila iskola, Újpest
- 1977 Vármúzeum, Sárospatak
- 1982 Óbuda Galéria, Budapest
- 1982 Műhely Galéria, Szentendre
- 1985 Hungart Info Galerie, München (D) (Tölg-Molnár Zoltánnal és Jovián Györggyel)
- 1986 Moos Gallery, Toronto
- 1996 Műhely Galéria, Szentendre (Jávor Piroskával és Bartl Józseffel)
- 1989 Szentendrei Képtár, Szentendre.
- 2001 Lábasház, Sopron

## Díjai, elismerései (válogatás)
- 1983 IV. Országos Érembiennále
- 1987 VI. Országos Érembiennále a Képző- és Iparművészeti Lektorátus díja
- 1988 Pest Megyei Tárlat díja
- 1999 XII. Országos Érembiennále, Ferenczy Béni-díj
- 2004 Munkácsy Mihály-díj

## Köztéri munkái (válogatás)
- Todor Illic Cesljar (dombormű, vörösmárvány, 1971, Szentendre)
- Petzelt József (dombormű, vörösmárvány, 1988, Szentendre)
- Weöres Sándor (síremlék, vörösmárvány, 1989, Farkasréti temető)
- Pászthory Valter (portré, vörösmárvány, 1997, Budapest Szt. Benedek Általános Iskola és Gimnázium)
- II. Rákóczi Ferenc (dombormű, vörösmárvány, 1999, Borsi, Rákóczi-vár).